# Z2
Z2 – udoskonalona wersja komputera Z1, ukończona w 1940. Twórcą komputera był niemiecki konstruktor maszyn cyfrowych Konrad Zuse. Jednostka arytmetyczno-logiczna była zbudowana z przekaźników elektrycznych i wykorzystywała 16-bitową arytmetykę stałoprzecinkową. Zegar miał częstotliwość około 5 Hz. Pamięć Z2 była taka sama jak w Z1 (mechaniczna, 64 słowa 16-bitowe). Komputer ważył ok. 300 kg.